# Orazio Alfani
Orazio Alfani ou  Orazio Alfani di Domenico, ou encore Orazio di Paris Alfani, (Pérouse, 1510 – Rome, 1583)  est un architecte et un peintre italien de l'école ombrienne.

## Biographie
Orazio Alfani est issu d'une famille liée traditionnellement à la peinture ; son père Domenico Alfani et son frère Paride étaient aussi des peintres connus au niveau local.
Orazio fut un peintre éminent de Pérouse et un collaborateur assidu de son père. Il fut influencé par Rosso Fiorentino et Raffaellino del Colle. Il travailla pendant des nombreuses années à Trapani et à Palerme où il participa aux travaux au Duomo de Palerme (1539 - 1544) et en l'église du bienheureux saint Pierre. 
En 1573 de retour en Ombrie, il fut élu « camerlingue de l'art des peintres » (Camerlengo dell'Arte dei Pittori) et, peu de temps après, il fut commissionné pour un Saint Sébastien pour l'église San Lorenzo à Pérouse.
Avec Raffaele Sozi (1529-1589), il fonda  l'« Accademia di Belle Arti » à Pérouse.
Ses nombreuses peintures et fresques se trouvent dans les musées et églises de Pérouse et Palerme.

## Œuvres
- Deux fresques, église San Fiorenzo, Pérouse,
- Pietà, église San Pietro Martire, Palerme,
- Résurrection, église des Benedictins, maintenant à la pinacothèque de Pérouse,
- Décapitation de saint Jean-Baptiste
- Scènes de vie des saints Pierre et Paul, chœur de la Basilique Saint-Pierre, Pérouse,
- Martyre de saint Sébastien, Duomo di San Lorenzo, Pérouse,
- Madonna della Cintura, église  San Emiliano, Trevi.
- Le Mariage mystique de sainte Catherine (1549), Musée du Louvre,Paris.